# Khalid Mahmood
Hussain Khalid Mahmood (Jhelum, 28 december 1941) is een voormalig Pakistaans hockeyer.
Mahmood verloor in 1964 met zijn ploeggenoten de olympische finale van de aartsrivaal India. In 1968 won Mahmood olympisch goud door in de finale Australië te verslaan.

## Erelijst
- 1964 –  Olympische Spelen in Tokio
- 1966 –  Aziatische Spelen in Bangkok
- 1968 –  Olympische Spelen in Mexico-stad
- 1970 –  Aziatische Spelen in Bangkok